# Dekao Yokoo
Dekao Yokoo (横尾 泥海男, Yokoo Dekao), né le 9 août 1899 dans la préfecture de Saga et mort le 5 juillet 1956 dans l'arrondissement de Suginami à Tokyo, est un acteur japonais. Son vrai nom est Isamu Yokoo (横尾 勇, Yokoo Isamu).

## Biographie

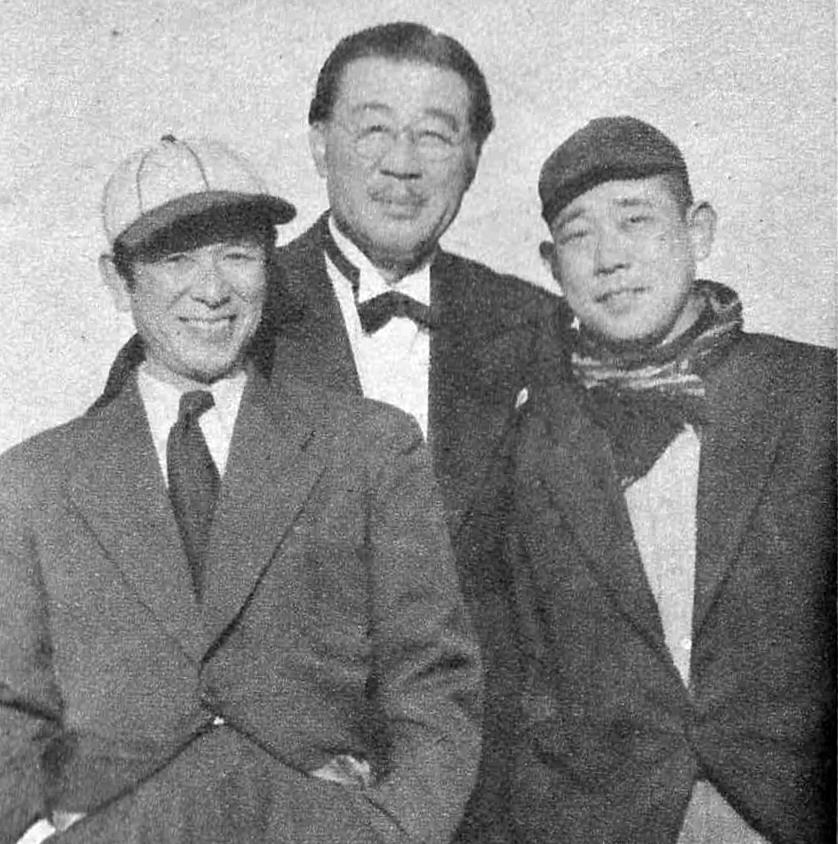
De g. à d. : Kōji Mitsui, Dekao Yokoo et Taiji Tonoyama en 1950.

Dekao Yokoo a étudié la peinture occidentale au Tokyo Bijitsu Gakkō (aujourd'hui l'université des arts de Tokyo). Il rejoint le département d'art de la Shōchiku en 1923, puis devient assistant réalisateur. En raison de son allure imposante (1,85 m pour près de 100 kg), il s'oriente finalement vers une carrière d'acteur de cinéma, en interprétant des rôles comiques. Il apparait notamment dans de nombreux films aux côtés de Denmei Suzuki ainsi que dans des comédies réalisées par Torajirō Saitō.
Au début des années 1950, il apparait dans des seconds rôles dans des films américains comme Tokyo dossier 212 (en) (1951) de Dorrell McGowan et Stuart E. McGowan ou Geisha Girl (en) (1952) de George Breakston et C. Ray Stahl.
Dekao Yokoo a tourné dans plus de 90 films entre 1925 et 1955.

## Filmographie

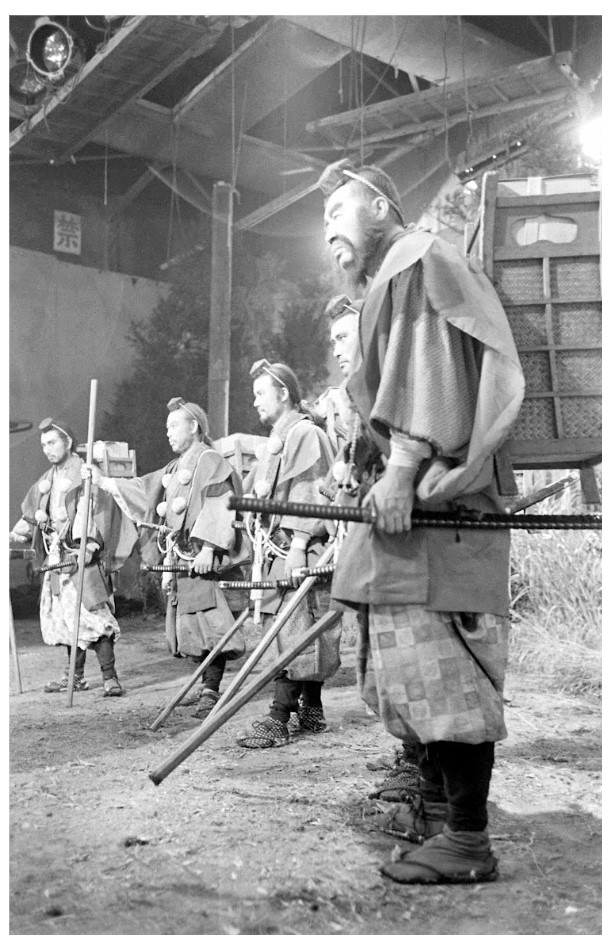
Dekao Yokoo au premier plan lors du tournage de Les Hommes qui marchèrent sur la queue du tigre.

Sauf indication contraire, la filmographie de Dekao Yokoo est établie à partir de la base de données JMDb.

### Les années 1920
- 1925 : Mahjong (麻雀, Mājan?) de Tadamoto Ōkubo
- 1925 : Un amour intrépide (勇敢なる恋, Yūkan naru koi?) de Yasujirō Shimazu
- 1925 : Kanashiki koi no gen'ei (悲しき恋の幻影?) de Yoshinobu Ikeda
- 1925 : Zōge no tō (象牙の塔?) de Kiyohiko Ushihara
- 1925 : La Boite magique à la mode (当世玉手箱, Tōsei tamatebako?) de Heinosuke Gosho
- 1925 : Nogi taishō (乃木大将?) de Kiyohiko Ushihara
- 1926 : Shura hakkō II - III (修羅八荒 第二、三篇?) de Tadamoto Ōkubo
- 1926 : Yume no ukihashi (夢の浮橋?) de Tadamoto Ōkubo
- 1926 : Un Blanc-bec (お坊ちゃん, Obotchan?) de Yasujirō Shimazu
- 1926 : Hirose chūsa (広瀬中佐?)
- 1926 : Hiren shinchū gaoka (悲恋心中ヶ丘?) de Torajirō Saitō
- 1926 : Hadaka sōdōki (裸騒動記?) de Shigeyoshi Suzuki
- 1927 : Fuyuyasumi (冬休み?) de Shigeyoshi Suzuki
- 1927 : Kyūkanchō (九官鳥?) de Hōtei Nomura
- 1927 : Shōwa jidai (昭和時代?) de Kiyohiko Ushihara
- 1927 : Yakimochi (やきもち?) de Tadamoto Ōkubo
- 1927 : Mura no ninki mono (村の人気者?) de Kiyohiko Ushihara
- 1927 : Musasabi no Sankichi (むさゝびの三吉?) de Kazunobu Shigemune
- 1927 : Kaihin no joō (海浜の女王?) de Kiyohiko Ushihara
- 1927 : Mura no isha to modan gāru (村の医者とモダンガール?) de Tadamoto Ōkubo
- 1928 : Variations sur le désir amoureux (愛欲変相図, Aiyoku hensōzu?) de Hiroshi Shimizu
- 1928 : L'Âge de l'émotion (感激時代, Kangeki jidai?) de Kiyohiko Ushihara
- 1928 : Bijin Kashima (美人かし間?) de Hōtei Nomura
- 1928 : Saikun haigyō (妻君廃業?) de Tadamoto Ōkubo
- 1928 : Kamekō (亀公?) de Torajirō Saitō
- 1928 : Le Roi de la Terre (陸の王者, Riku no ōja?) de Kiyohiko Ushihara
- 1929 : La Chatte nocturne (夜の牝猫, Yoru no mesuneko?) de Heinosuke Gosho
- 1929 : U nome taka nome (鵜の目鷹の目?) de Torajirō Saitō
- 1929 : Iroke tappuri (色気たっぷり?) de Torajirō Saitō
- 1929 : Daitokai: Rōdō-hen (大都会 労働篇?) de Kiyohiko Ushihara
- 1929 : Yama no gaika (山の凱歌?) de Kiyohiko Ushihara
- 1929 : Mi kansei no koi (未完成の恋?) de Torajirō Saitō
- 1929 : Une nuit de passion (情熱の一夜, Jōnetsu no ichiya?) de Heinosuke Gosho

### Les années 1930
- 1930 : L'armée avance (進軍, Shingun?) de Kiyohiko Ushihara : Kumakichi Kushiki
- 1930 : J'ai été recalé, mais... (落第はしたけれど, Rakudai wa shitakeredo?) de Yasujirō Ozu : Ōmura, un étudiant recalé
- 1930 : Sukide issho ni nattanoyo (好きで一緒になったのよ?) de Torajirō Saitō
- 1930 : Une vie souriante (微笑む人生, Hohoemu jinsei?) de Heinosuke Gosho
- 1930 : Étreinte (抱擁, Hōyō?) de Hiroshi Shimizu
- 1930 : Ishikawa Goemon no hōji (石川五右衛門の法事?) de Torajirō Saitō : le fantôme de Goemon Ishikawa
- 1930 : Josei tengoku (女性天国?) de Kazunobu Shigemune
- 1930 : C’est vrai, tu me le jures ? (ザッツ・オー・ケー　いゝのね誓ってね, Zattsu ō kē: Ii no ne chikatte ne?) de Yasujirō Shimazu
- 1930 : Wakamono yo naze naku ka (若者よなぜ泣くか?) de Kiyohiko Ushihara
- 1930 : Mademoiselle (お嬢さん, Ojōsan?) de Yasujirō Ozu
- 1931 : Le Chef d'une bande de garnements (餓鬼大将, Gaki daishō?) de Hiroshi Shimizu
- 1931 : La Tragique Histoire d'une serveuse de bar (女給哀史, Jokyū aishi?) de Heinosuke Gosho
- 1931 : Ne sois pas si excité ! (ねえ興奮しちゃいやよ, Nē kōfun shitara iya yo?) de Mikio Naruse
- 1931 : Junan no seishun (受難の青春?) de Yasushi Sasaki
- 1931 : Demodori kangei (出戻り歓迎?) de Kazuo Ishikawa
- 1931 : Matsu no furōsha (街の浮浪者?) de Yoshinobu Ikeda
- 1931 : Onna wa tsuyoku te hitori mono (女は強くて独りもの?) de Torajirō Saitō
- 1931 : Mon amie et mon épouse (マダムと女房, Madamu to nyōbō?) de Heinosuke Gosho : le peintre
- 1931 : Rya kudatsu yo mego (掠奪よめご?) de Buntarō Futagawa
- 1931 : Eikan namida ari (栄冠涙あり?) de Shigeyoshi Suzuki
- 1932 : Le Quai du Paradis (天国の波止場, Tengoku no hatoba?) de Yutaka Abe
- 1932 : Amerika kōro (アメリカ航路?) de Saburō Aoyama
- 1932 : Nippon (Nippon: Liebe und Leidenschaft in Japan) de Carl Koch
- 1932 : Konjiki yasha (金色夜叉?) de Saburō Aoyama et Shigeyoshi Suzuki
- 1932 : Bible moderne (もだん聖書 当世立志読本巻一, Modan seisho: Tōsei risshi tokuhon kan'ichi?) de Yutaka Abe
- 1932 : Yukai na akkan (愉快な悪漢?) de Yoshio Nishio
- 1933 : Ongaku kigeki: Horoyoi jinsei (音楽喜劇 ほろよひ人生?) de Sotoji Kimura[3]
- 1935 : Kaguyahime (かぐや姫?) de Yoshitsugu Tanaka (ja)
- 1936 : Furusato no uta (ふるさとの歌?) de Kiyohiko Ushihara
- 1936 : Machi no enkashi (街の艶歌師?) de Kiyohiko Ushihara
- 1936 : Kōta tsubute: Torioi Oichi (小唄磯 鳥追お市?) d'Eiji Tsuburaya
- 1936 : Akatsuki no bakuon (暁の爆音?) de Jun Murakami
- 1936 : Gogo no haru (五々の春?) de Kiyohiko Ushihara
- 1936 : Suri no ie (掏摸の家?) de Kiyohiko Ushihara
- 1936 : Ani no tanjō bi (兄の誕生日?) de Kiyohiko Ushihara
- 1936 : Bōfū (暴風?) de Kiyohiko Ushihara et Jun Murakami

### Les années 1940
- 1940 : Enoken no homare no dohyōiri (エノケンの誉れの土俵入?) de Nobuo Nakagawa
- 1942 : Vents du sud ; suite (続南の風, Zoku minami no kaze?) de Kōzaburō Yoshimura
- 1943 : Heiroku yume monogatari (兵六夢物語?) de Nobuo Aoyagi
- 1945 : Les Hommes qui marchèrent sur la queue du tigre (虎の尾を踏む男達, Tora no o o fumu otokotachi?) d'Akira Kurosawa
- 1948 : Shimikin no ō! Shimin shokun (シミ金のオオ！市民諸君?) de Yūzō Kawashima
- 1949 : Shimikin no supōtsu ō (シミ金のスポーツ王?) de Yūzō Kawashima
- 1949 : Odoru ryū kyūjō (踊る龍宮城?) de Yasushi Sasaki
- 1949 : Un couple au septième ciel (エノケン・笠置の極楽夫婦, Enoken Kasagi no Gokuraku fūfu?) de Kazuo Mori
- 1949 : Utau maboroshi goten (歌うまぼろし御殿?) de Motoyoshi Oda

### Les années 1950
- 1950 : Peko chanto densuke (ペ子ちゃんとデン助?) de Shunkai Mizuho (ja)
- 1950 : Ōoka seidan: Shōgun wa yoru odoru (大岡政談 将軍は夜踊る?) de Santarō Marune (ja)
- 1951 : Tokyo dossier 212 (en) (Tokyo File 212) de Dorrell McGowan et Stuart E. McGowan
- 1951 : L'Amant (恋人, Koibito?) de Kon Ichikawa
- 1951 : L'Homme sans nationalité (無国籍者, Mukokuseki-sha?) de Kon Ichikawa
- 1951 : Oriental Evil (en) de George Breakston et C. Ray Stahl
- 1952 : Geisha Girl (en) de George Breakston et C. Ray Stahl : Zoro
- 1953 : Odoru machi (踊る街?) de Eijirō Nagatomi (ja)
- 1954 : Tan kotan kitchin dōchū 1 (たん子たん吉珍道中 第１部 豆狸忍術合戦?) de Masaki Mōri (ja)
- 1954 : Tan kotan kitchin dōchū 2 (たん子たん吉珍道中 第２部 江戸恋馬子唄?) de Masaki Mōri (ja)
- 1954 : Tan kotan kitchin dōchū 3 (たん子たん吉珍道中 第３部 歌くらべ狸囃子?) de Masaki Mōri (ja)
- 1955 : Hyaku men-dōshi 1 (百面童子 第一篇 ギヤマンの秘密?) de Shigehiro Ozawa
- 1955 : Hyaku men-dōshi 2 (百面童子 第二篇 サタンの窟?) de Shigehiro Ozawa
- 1955 : Hyaku men-dōshi 3 (百面童子 第三篇 バテレンの宴?) de Shigehiro Ozawa
- 1955 : Hyaku men-dōshi 4 (百面童子 完結篇 イスラムの女王?) de Shigehiro Ozawa
- 1955 : Nakano Genji no bōken: Kanketsu hen (中野源治の冒険 完結篇?) de Fujio Tsuda